# Ranhados (Viseu)
Ranhados es una freguesia portuguesa del concelho de Viseu, con 6,58 km² de superficie y 3.996 habitantes (2001). Su densidad de población es de 607,3 hab/km².